# Igreja de Todos os Santos
A Igreja de Todos os Santos é uma Igreja Católica Romana situada na cidade de Tvrdošín.

## História
Em 7 de julho de 2008, a igreja juntamente com outros sete monumentos foi declarada património mundial da UNESCO sob o nome de " Igrejas de madeira da parte eslovaca da área montanhosa dos Cárpatos ".